# Hydriomena subgrisea
Hydriomena subgrisea là một loài bướm đêm trong họ Geometridae.